# Campionats del món de ciclocròs de 1989
Els Campionats del món de ciclocròs de 1989 foren la 40a edició dels mundials de la modalitat de ciclocròs i es disputaren el 28 i 29 de gener de 1989 a Pontchâteau, Loira Atlàntic, França. Foren tres les proves disputades.

## Resultats
| Prova         | Or                  | Plata              | Bronze              |
| Cursa elit    | Danny De Bie        | Adrie van der Poel | Christophe Lavainne |
| Cursa amateur | Ondrej Glajza       | Radomír Šimůnek    | Roger Honegge       |
| Cursa júnior  | Richard Groenendaal | Emmanuel Magnien   | Chris Bertotti      |

## Classificacions

### Classificació de la prova elit
| Pos. | Ciclista            | País          | Temps           |
| ---- | ------------------- | ------------- | --------------- |
|      | Danny De Bie        | Bèlgica       | 1 h 00 min 58 s |
|      | Adrie van der Poel  | Països Baixos | + 0:24          |
|      | Christophe Lavainne | França        | + 0:27          |
| 4    | Beat Breu           | Suïssa        | + 0:27          |
| 5    | Henk Baars          | Països Baixos | + 0:27          |
| 6    | Volker Krukenbaum   | RFA           | + 0:27          |
| 7    | Hennie Stamsnijder  | Països Baixos | + 0:29          |
| 8    | Paul De Brauwer     | Bèlgica       | + 0:33          |
| 9    | Ivan Messelis       | Països Baixos | + 0:46          |
| 10   | Bruno D'Arsie       | Suïssa        | + 1:13          |

### Classificació de la prova amateur
| Pos. | Ciclista           | País           | Temps       |
| ---- | ------------------ | -------------- | ----------- |
|      | Ondrej Glajza      | Txecoslovàquia | 54 min 28 s |
|      | Radomír Šimůnek    | Txecoslovàquia | + 0:00      |
|      | Roger Honegger     | Suïssa         | + 0:00      |
| 4    | Peter Hric         | Txecoslovàquia | + 0:00      |
| 5    | Alain Daniel       | França         | + 0:00      |
| 6    | Beat Wabel         | Suïssa         | + 0:00      |
| 7    | Daniel Maquet      | França         | + 0:00      |
| 8    | Miloslav Kvasnička | Txecoslovàquia | + 0:00      |
| 9    | Damiano Grego      | Itàlia         | + 0:09      |
| 10   | Bruno Lebras       | França         | + 0:13      |

### Classificació de la prova júnior
| Pos. | Ciclista            | País              | Temps       |
| ---- | ------------------- | ----------------- | ----------- |
|      | Richard Groenendaal | Països Baixos     | 42 min 30 s |
|      | Emmanuel Magnien    | França            | + 0:09      |
|      | Christian Bertotti  | Itàlia            | + 1:07      |
| 4    | Roland Schätti      | Suïssa            | + 1:09      |
| 5    | José Jauregui       | França            | + 1:11      |
| 6    | Urs Markwalder      | Suïssa            | + 1:13      |
| 7    | Niels van der Steen | Països Baixos     | + 1:13      |
| 8    | Attilio Leni        | Itàlia            | + 1:13      |
| 9    | Frank Esch          | Alemanya de l'Est | + 1:13      |
| 10   | Andreas Hubmann     | Suïssa            | + 1:13      |

## Medaller
| Pos. | País           | Or | Plata | Bronze | Total |
| 1    | Txecoslovàquia | 1  | 1     | 0      | 2     |
| 1    | Països Baixos  | 1  | 1     | 0      | 2     |
| 3    | Bèlgica        | 1  | 0     | 0      | 1     |
| 4    | França         | 0  | 1     | 1      | 2     |
| 5    | Suïssa         | 0  | 0     | 1      | 1     |
| 5    | Itàlia         | 0  | 0     | 1      | 1     |